# Podlesie Kościelne
Podlesie Kościelne (prononciation : [pɔdˈlɛɕɛ kɔɕˈt͡ɕɛlnɛ]) est un village polonais de la gmina de Mieścisko dans le powiat de Wągrowiec de la voïvodie de Grande-Pologne dans le centre-ouest de la Pologne.
Il se situe à environ 4 km à l'ouest de Mieścisko (siège de la gmina), 11 km au sud-est de Wągrowiec (siège du powiat), et à 46 km au nord-est de Poznań (capitale de la Grande-Pologne).

## Histoire
De 1975 à 1998, le village faisait partie du territoire de la voïvodie de Poznań.

Depuis 1999, Podlesie Kościelne est situé dans la voïvodie de Grande-Pologne.
Le village possède une population de 170 habitants en 2008.

## Monument
- l'église Sainte-Anne, dont les premières traces remontent à 1426. L'église actuelle en bois a été construite en 1712.